# Glim Assembler
Glim Assembler（グリムアッセンブラ）は、FreoMottoに所属する女性アイドルグループ。略称の「グリマス」は、グループ名の英語表記を「GlimAs」まで読んだもの。

## 概要
- 2022年9月に7人組グループとしてデビュー。グループのコンセプトは、「一等星のように輝くアイドルのもと、ぼくたちは一つになる」。グループ名の「glim」は「光」（特にろうそくなどの灯り）、「assemble」は「集める」を意味する英語で、「Glim Assembler」を直訳すると「光を集めるもの」となる。公式では、「キラキラと輝くアイドルとお客さんが一体となり盛り上がるステージを作り上げることを意味する」と説明している。[1]
- 2025年現在は、６人組グループとして活動している。うち初期メンバーは、小島ももな、鈴音かな、華乃井かほ、夢野なの。これに、2023年9月加入の小嶋凛と、2024年12月加入の葉月ことみを加えた、6人体制となっている。
- 3周年にあたる2025年9月17日にSpotify O-WESTで現体制終了公演を開催予定。全メンバーが卒業する。

## メンバー
| 氏名                         | 生年月日              | 出身地   | 身長    | 血液型 | イメージカラー | 趣味、特技等                                             | 活動期間        | 備考                                                                  |
| ---------------------------- | --------------------- | -------- | ------- | ------ | -------------- | -------------------------------------------------------- | --------------- | --------------------------------------------------------------------- |
| 小島ももな （こじま ももな） | 10月26日              | 神奈川県 | 148cm   | A型    | 桃色           | 野球と食べることが好き                                   | 2022.9〜2025.9  | 元clarté 元abyss（現名称アルカナビス） 元バクステ外神田一丁目         |
| 鈴音かな （すずね かな）     | 2001年9月22日（23歳） | 埼玉県   | 160.5cm | A型    | 黄色           | 料理（大きな魚を捌ける）                                 | 2022.9〜2025.9  | グループ最年少 元アイロボ FRESH CAMPUS CONTEST 2020 ファイナリスト    |
| 華乃井かほ (はなのい かほ)   | 1998年1月19日（27歳） | 栃木県   |         | AB型   | オレンジ       | 元水泳部 近代麻雀水着祭に出演                            | 2022.9〜2025.9  | 元We=MUKASHIBANASHI （現名称ウイバナ）                                |
| 夢野なの (ゆめの なの)       | 2月27日               | 東京都   |         | A型    | 紫             | ギター                                                   | 2022.9〜2025.9  | 元THE WORLD（空想世界） 元空想と妄想とキミの恋した世界 元透-toumei-明 |
| 小嶋凛 (こじま りん)         | 2001年1月31日（24歳） | 神奈川県 |         | AB型   | ブルー         | 保育士資格、幼稚園教諭二種免許                           | 2023.9〜2025.9  | タンバリンアーティスツ所属 元Neo Standard 元YUMEADO EUROPE 元A応P     |
| 葉月ことみ (はづき ことみ)   | 1月14日               | 東京都   | 153cm   |        | ミントグリーン | HIP HOPダンス、空手、アイスホッケー、 クレヨンしんちゃん | 2024.12〜2025.9 | 元comme moi 元Flower Notes 元seeDream                                 |

## 元メンバー
| 氏名                       | 生年月日               | 出身地 | 身長  | 血液型 | イメージカラー | 趣味、特技等 | 活動期間                       | 備考                                                 |
| -------------------------- | ---------------------- | ------ | ----- | ------ | -------------- | ------------ | ------------------------------ | ---------------------------------------------------- |
| 涼乃 みほ (すずの みほ)    | 2月15日                | 福岡県 |       |        | 水色           |              | 2022.9〜2023.6                 | 元メルティハート 元透-toumei-明                      |
| 翠月ゆりな (みつき ゆりな) | 1999年5月2日（26歳）   | 埼玉県 |       | A型    | ミントグリーン | ディズニー   | 2022.9〜2024.2                 | 現ストロボグリッター 元ハジマリノオト 元White Lilly  |
| 恵深あむ (めぐみ あむ)     | 1995年10月30日（29歳） | 埼玉県 | 165cm | A型    | 赤色           | 動物大好き   | 2022.9〜2024.10 （元リーダー） | 元メルティハート 元花ノ色リミテッド 元ハニースパイス |

## 略歴
2022年
- 8月13日 『あむみほLAST LIVE ~See you next time~』が品川Jスクエアで開催された[17]。「あむみほ」は、同年4月に解散したメルティハート[18]の元メンバーである恵深あむと涼乃みほが、その後もフレオマネジメント（現FreoMotto）に残って活動した期間限定2人組ユニット。活動と並行して、新グループのメンバー募集が行われた。メルティハートの楽曲をはじめとするカバー曲中心に活動したが、後にGlim Assemblerの楽曲となる『ベイビースター』は、あむみほ時代に作られた唯一のオリジナル曲だった。
- 8月17日 公式ツイッターにて、新グループGlim Assemblerのメンバー発表を完了。メンバーは、恵深あむ、涼乃みほ、翠月ゆりな、小島ももな、鈴音かな、華乃井かほ、夢野なのの７人。同日、メンバー全員でSHOWROOM配信を行い、1カ月後のデビューライブに関して250人の目標動員を掲げるなど、意気込みを語った。[19]
- 9月17日 P.A.R.M.S秋葉原にて、デビューライブを開催。300人超を動員し、目標達成時の公約だった「サブスク配信」「定期公演開催」「新曲制作」を正式に予告した。『Forever Dreaming』『GO AWAY!!』『Love is not over』『ベイビースター』の4曲を初披露。
- 9月23日 鈴音かな生誕祭を池袋エンタメ横丁で開催。オリジナル曲のほか、鈴音・恵深・涼乃の3人ユニットでメルティハート（前述）の代表曲『パラレルラブストーリー』を披露するなど、メンバーそれぞれと鈴音がカバー曲を披露した。
- 10月3日 デビューライブで披露したオリジナル曲4曲のサブスク配信を解禁。[20]
- 10月29日 恵深あむ生誕祭を新宿KeyStudioで開催。恵深の旧知のアイドル仲間や、花ノ色リミテッド時代のメンバーなどがゲスト出演した。
- 11月2日 五反田G3で開催された第1回定期公演で新曲『レイニードロップス』を初披露。以後、五反田G3、G4、G6で定期公演（単独公演）を開催する。
- 11月13日 小島ももな生誕祭を恵比寿CreAtoで開催。
- 11月26〜27日 初めての遠征。行き先は名古屋。
- 12月17日 デビューライブと同じP.A.R.M.S秋葉原で開催の「プレミアム単独公演」において、6曲目となる新曲を披露する予定だったが、メンバー1名の休演（体調不良）により延期。ライブは残りの6人で決行したが、その後、メンバー数名に発熱の症状があるとして、翌18日のライブ出演を辞退。結局、7人中6人がインフルエンザと診断され、22日に予定されていた年内最後（第7回）の定期公演も中止した。[21]
- 12月24〜25日 ライブ活動を再開し、二度目の名古屋遠征へ。

2023年
- 1月3日 渋谷STUDIO FREEDOMで開催された「年明け単独公演」にて、新曲『この恋が夢だとしても』を初披露。
- 1月19日 華乃井かほ生誕祭を新宿KeyStudioで開催。
- 2月19日 涼乃みほ生誕祭を新宿ZircoTokyoで開催。
- 2月26日 夢野なの生誕祭を渋谷DESEO miniで開催。
- 2月27日 NEXT IDOL GRANDPRIX 2023（NIG 2023）敗者復活（2月17日〜2月26日ミクチャ配信審査）を勝ち抜き、決勝に駒を進める。予選（1月20日〜2月12日）では敗退していた。
- 3月23日 TOKYO DOME CITY HALLで開催されたNIG 2023の最終パフォーマンス審査に出演。グランプリは逃したが「最終審査動員賞」を獲得した。[22][23]
- 4月6日 1stワンマンライブ「巻き起こせ GlimAs Movement」をSpotify O-WESTで開催。2着目となる新衣装と、3曲の新曲『未確定HOPE』『スターライトストーリー』『ポラリス』を初披露した。
- 5月2日 公式Twitterにて、涼乃みほの翌月の卒業を発表。[24]
- 5月7日 「フレオ祭2023 東名神ツアー @横浜ランドマークホール」にて、新曲『スーパーノヴァ』を初披露。[25]
- 5月14日 翠月ゆりな生誕祭を恵比寿CreAtoで開催。
- 6月18日 涼乃みほ卒業公演をP.A.R.M.S 秋葉原で開催。
- 7月23日 新宿ZircoTokyoで開催された単独公演で、新曲「SUMMER恋☆レインボー」を初披露。[26]
- 9月3日 Spotify O-nestで開催されたMARQUEE祭miniで、新曲「Mad Skipper」を初披露。[27]
- 9月5日 公式Xにて、新メンバー小嶋凛の加入を発表。[28]
- 9月17日 「1周年記念ワンマン」を代官山UNITで開催。3着目となる新衣装と、新曲「Be noble」を初披露した。新曲のパフォーマンスは、新メンバー小嶋凛を含む7人で行なった。[29]
- 9月25日 鈴音かな生誕祭を渋谷WOMBで開催。
- 10月9日 「小嶋凛お披露目公演」をP.A.R.M.S秋葉原で開催。新メンバー小嶋凛がすべてのパフォーマンスに参加し、7人体制が始動した。
- 10月15日 Lives NAGOYAで開催された「フレオ祭2023 東名神Tour in 名古屋」にて、新曲「ドラマティック」を初披露。
- 10月26日 小島ももな生誕祭を池袋Studio Mixaで開催。
- 11月9日 恵深あむ生誕祭を池袋harevutaiで開催。
- 12月10日 東名ツアー『グリマスが行きマス！-冬の陣- 』名古屋公演を、X-HALL ZENで開催。ツアー用の新衣装（4着目）を初披露。[30]
- 12月24日 渋谷GRITで開催された『新曲お披露目単独公演「グリマスからのおくりもの。」』にて、新曲「I (dis) like snow」を初披露。[31]
- 12月25日 グループ初のミュージックビデオとして、新曲「I (dis) like snow」のMVをYouTubeに公開。[32]

2024年
- 1月8日 東名ツアー『グリマスが行きマス！-冬の陣- 』東京公演を、渋谷CYCLONEで開催。[33]
- 1月20日 東名ツアー『グリマスが行きマス！-冬の陣- 』ツアーファイナルを、六本木unravel tokyoで開催。[34]新曲『僕らのUniverse』を初披露。[35]
- 1月30日 華乃井かほ生誕祭を渋谷Spotify O-WEST で開催。[36]
- 2月12日 小嶋凛生誕祭を横浜みなとみらいブロンテで開催。[37]
- 2月13日 公式Xにて、翠月ゆりなが5日後に卒業することを発表。[38]
- 2月18日 翠月ゆりな卒業公演を表参道GROUNDにて開催。[39]
- 3月1日 夢野なの生誕祭を赤羽ReNY alphaにて開催。[40]
- 4月5日 2ndワンマンライブ『~our journey continues~ 旅をしよう』をSpotify O-WESTで開催。5着目となる新衣装と新曲「TOP RUNNER」を初披露。[41]
- 6月10日 3rdワンマンライブ『百夏繚乱』を恵比寿LIQUIDROOMで開催。６着目となる新衣装と2曲の新曲「I am greedy」「碧いカゲロウ」を初披露。[42]
- 5月28日〜6月27日　7月開催予定の関ケ原唄姫合戦2024への出演を賭けて、スマホゲーム「ロードモバイル」とのコラボイベントに参戦。Bブロック1位となり、この時点で関ケ原唄姫合戦への出演が確定する。[43]
- 6月30日 上述の「ロードモバイル関ケ原唄姫合戦」でA〜Dブロック1位となった各グループによるオフラインイベントが、下北沢シャングリラで開催された。現地投票で逆転し、優勝した。[44]
- 7月13日 「SPARK2024 in KAWASAKI」で、夏フェスに初出演。[45]
- 7月20〜21日 「SEKIGAHARA IDOL WARS -関ケ原唄姫合戦- 10th Anniversary」に出演。[46]
- 8月11〜12日 竜王町総合運動公園で開催された「DRAGON QUEENS FESTIVAL～竜王アイドル夏祭り2024～」に出演した[47]。この夏は、SPARK、関ケ原、竜王などのアイドルフェスに出演し、夏フェス出演がゼロだった前年の雪辱を果たしたが、グループの悲願であるTIF出演は翌年にお預けとなった。
- 9月17日 Veats SHIBUYAで『Glim Assembler 2nd Anniversary Live』を開催。[48]新曲「Starry Sky Stories」を初披露した。[49]
- 9月22日 鈴音かな生誕祭をGOTANDA G4で開催。[50]
- 10月13日 大学を休学しアイドル活動を行っていた鈴音かなが復学したため、この日EBiS303で開催された対バン出演をもって、いったん活動休止に入った[51]。後述の理由により、恵深あむにとってもこの日が最後のライブ出演となった。
- 10月16日 公式Xにおいて、恵深あむの契約解除を発表。理由は「契約に違反する行為が発覚」したため[52]。しばらくの間、4人体制でのライブ活動となる。
- 10月23日 小島ももな生誕祭を新宿ALTA KeyStudioで開催[53]。
- 12月6日 公式Xにおいて、新メンバー葉月ことみの加入を発表[54]。
- 12月26日  神田明神ホールで『4thワンマンライブ ~グリマスのクリスマス2024~』を開催。葉月ことみがステージデビューし、10月から活動休止していた鈴音かなもこの日から復帰した[55]。新曲「キミのせいです！」を初披露。

2025年
- 1月12日  『Glim Assembler単独公演 葉月ことみ生誕祭SP』をW:IKE329で開催した[56]。葉月ことみの加入直後だったため「プチ生誕祭」として開催された[57]。
- 1月20日 華乃井かほ生誕祭を渋谷WWWで開催[58]。
- 1月31日 小嶋凛生誕祭を池袋harevutaiで開催[59]。
- 2月28日 夢野なの生誕祭を池袋harevutaiで開催[60]。
- 5月17日 東名阪ツアー『Welcome to STARLIGHT City 愛知公演』をSOUND SPACE DIVAで開催[61]。
- 5月18日 東名阪ツアー 『Welcome to STARLIGHT City 大阪公演』を心斎橋VARONで開催[62]。
- 6月3日 東名阪ツアー 『Welcome to STARLIGHT City 東京公演』をZepp Shinjukuで開催[63]。新曲「星屑のアンソロジー」「ゼロからイチへ」を初披露。グループ史上最大のワンマンライブとなった。
- 6月25日 公式Xにて、３周年にあたる9月17日に開催される現体制終了公演をもって、全メンバーが卒業することを発表した[64]。
- 7月2日 華乃井かほと夢野なのが東京サマーランドで開催された「真夏の水着祭」に出演した。華乃井は同イベントの前身である近代麻雀水着祭の常連出演者となっていたが、夢野にとっては初めての水着撮影会への出演だった[65]。
- 7月19〜20日 桃配運動公園で開催された「SEKIGAHARA IDOL WARS 〜関ケ原唄姫合戦〜」に2年連続で出演した[66]。

## 作品

### 楽曲一覧
| #  | タイトル               | 作詞                        | 作曲                         | 編曲                                   | 初披露         | サブスク公開  |
| -- | ---------------------- | --------------------------- | ---------------------------- | -------------------------------------- | -------------- | ------------- |
| 1  | Forever Dreaming       | macCarrony                  | macCarrony                   | macCarrony                             | 2022年9月17日  | 2022年10月3日 |
| 2  | GO AWAY!!              | 糸野仁美（AzBit）           | 八巻俊介（AzBit）            | 八巻俊介（AzBit）                      | 2022年9月17日  | 2022年10月3日 |
| 3  | Love is not over       | macCarrony                  | macCarrony                   | macCarrony                             | 2022年9月17日  | 2022年10月3日 |
| 4  | ベイビースター         | 鈴木裕哉                    | 鈴木裕哉                     | 鈴木裕哉                               | 2022年9月17日  | 2022年10月3日 |
| 5  | レイニードロップス     | mimimy                      | 八巻俊介（AzBit）            |                                        | 2022年11月2日  | 2023年3月22日 |
| 6  | この恋が夢だとしても   | 中原徹也                    | samano                       |                                        | 2023年1月3日   | 2023年3月22日 |
| 7  | 未確定HOPE             | Tenta Sugisaka (Wee's Inc.) | Masato Ushikubo (Wee's Inc.) | Masato Ushikubo (Wee's Inc.)           | 2023年4月6日   | 2023年9月14日 |
| 8  | スターライトストーリー | Ryo Kikuchi                 | macCarrony                   | Yutaro Ogawa (Wee's Inc.)              | 2023年4月6日   | 2023年9月14日 |
| 9  | ポラリス               | 蒼井遊夏                    | 八巻俊介(AzBit)              | Yutaro Ogawa (Wee's Inc.)              | 2023年4月6日   | 2023年9月14日 |
| 10 | スーパーノヴァ         | Tenta Sugisaka(Wee's Inc.)  | 八巻俊介(AzBit)              | masato ushikubo(Wee's inc)             | 2023年5月7日   | 2023年9月14日 |
| 11 | SUMMER恋☆レインボー    | フトメホソシ                | GUCCHO                       | GUCCHO                                 | 2023年7月23日  | 2023年9月14日 |
| 12 | Mad Skipper            | 和田敏明                    | 和田敏明                     | 加藤祐平                               | 2023年9月3日   | 2024年2月12日 |
| 13 | Be noble               | 大山恭子                    | 八巻俊介(AzBit)              | 八巻俊介(AzBit)、ツカダタカシゲ(Wee's) | 2023年9月17日  | 2024年2月13日 |
| 14 | ドラマティック         | Tenta Sugisaka(Wee's Inc.)  | Yutaro Ogawa (Wee's Inc.)    | Yutaro Ogawa (Wee's Inc.)              | 2023年10月15日 | 2024年2月14日 |
| 15 | I (dis) like snow      | 阿部 史                     | Toshihiko Watanabe (Rebrast) | Toshihiko Watanabe (Rebrast)           | 2023年12月24日 | 2024年2月15日 |
| 16 | 僕らのUniverse         | 村山シベリウス達彦          | 村山シベリウス達彦           | 村山シベリウス達彦                     | 2024年1月20日  | 2024年2月16日 |
| 17 | TOP RUNNER             | 吉田 司(Rebrast)            | ジジ, 古屋 葵                | 古屋 葵                                | 2024年4月5日   | 2024年8月1日  |
| 18 | I am greedy            | 菊池諒                      | 斎藤竜介                     | 斎藤竜介                               | 2024年6月10日  | 2024年8月1日  |
| 19 | 碧いカゲロウ           | Tenta Sugisaka(Wee's Inc.)  | Masato Ushikubo(Wee's Inc.)  | Masato Ushikubo(Wee's Inc.)            | 2024年6月10日  | 2024年8月1日  |
| 20 | Starry Sky Stories     | Tenta Sugisaka(Wee's Inc.)  | Masato Ushikubo(Wee's Inc.)  | Masato Ushikubo(Wee's Inc.)            | 2024年9月17日  | 2025年6月3日  |
| 21 | キミのせいです！       | Tenta Sugisaka(Wee’s inc)   | 八巻俊介(AzBit)              | 八巻俊介(AzBit)                        | 2024年12月26日 | 2025年6月3日  |
| 22 | 星屑のアンソロジー     | Tenta Sugisaka(Wee's Inc.)  | Masato Ushikubo(Wee's Inc.)  |                                        | 2025年6月3日   | 2025年6月4日  |
| 23 | ゼロからイチへ         | YU-JIN                      | YU-JIN                       |                                        | 2025年6月3日   | 2025年6月3日  |

### 映像作品
| 公開日／発売日 | タイトル                                | メディア |
| -------------- | --------------------------------------- | -------- |
| 2023年12月25日 | ミュージックビデオ「I (dis) like snow」 | YouTube  |